# Wien Hauptbahnhof
Wien Hauptbahnhof (česky Vídeň hlavní nádraží) je centrální železniční stanice ve Vídni, hlavním městě Rakouska.
Jde o průjezdnou stanici, která byla uvedena do provozu 9. prosince 2012 pro příměstské vlaky. Slavnostní otevření včetně moderní hlavní haly a obchodů proběhlo v říjnu 2014, úplné otevření nádraží pak v prosinci 2015.
Nová stanice byla vybudována zejména z důvodu již nevyhovujícího železničního systému Vídně se třemi hlavovými stanicemi (Westbahnhof, Südbahnhof a Franz Josef Bahnhof), doplněnými stanicemi Praterstern a Mitte vybudovanými v polovině 19. století, které však již nevyhovovaly současným potřebám města a země. Nová stanice je umístěna v prostoru původní železniční stanice Südtiroler Platz nedaleko západního konce bývalé stanice Südbahnhof.

## Historie

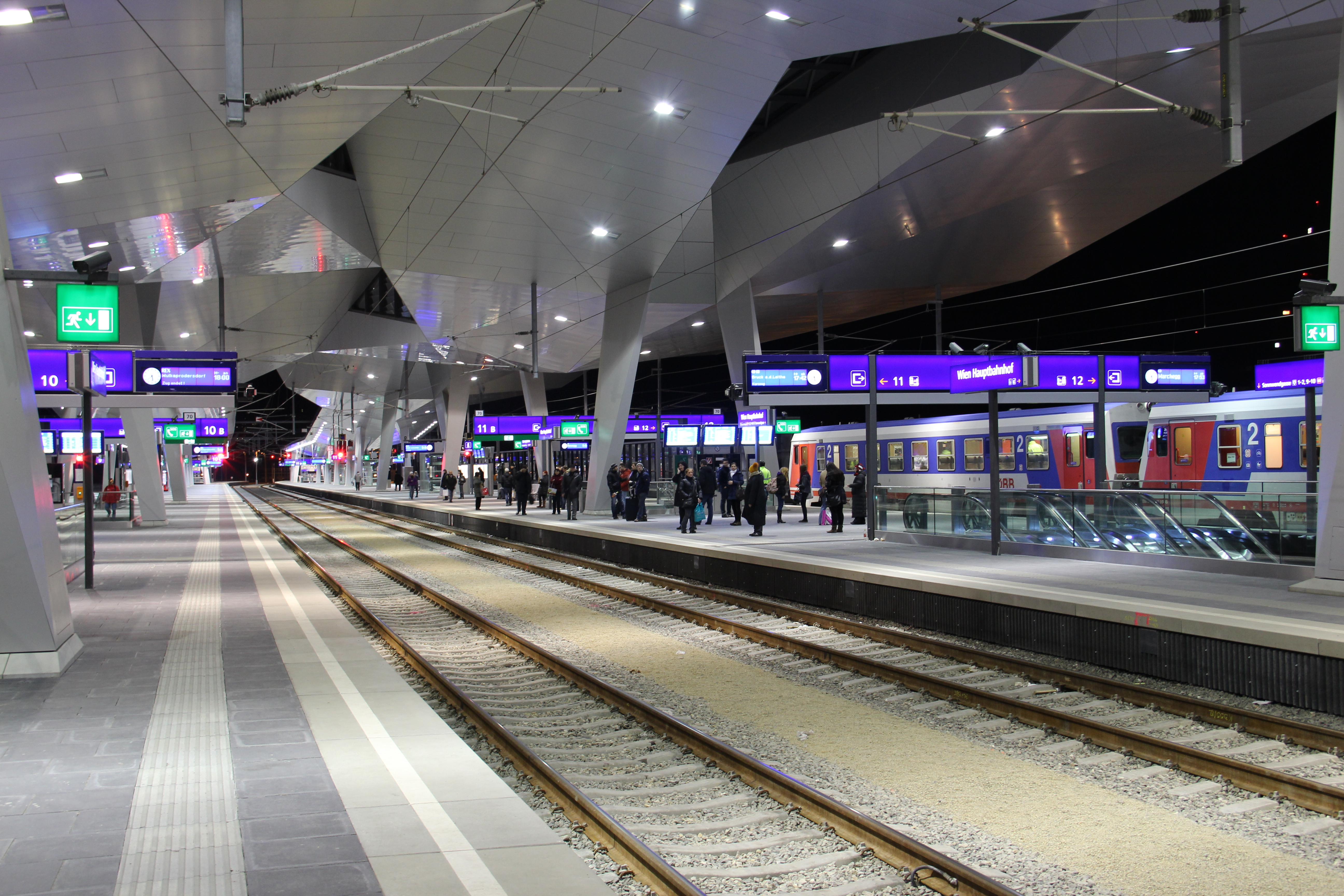
Koleje 10 až 12 v noci

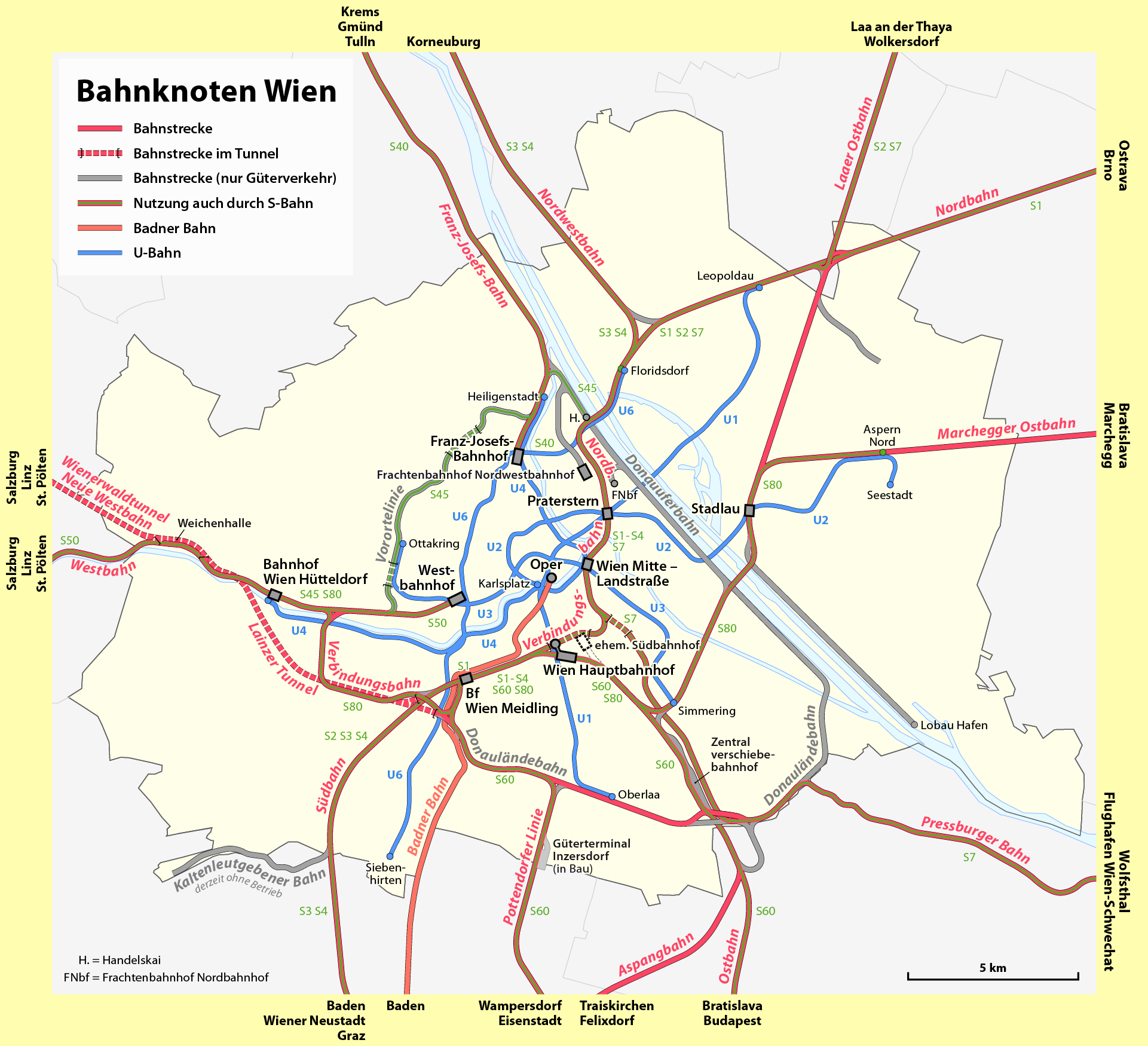
Poloha hlavního nádraží ve vídeňském železničním uzlu

Městské zastupitelstvo odsouhlasilo výstavbu stanice 15. prosince 2006. Výstavba začala v červnu 2007. Začátek výstavby samotné stanice byl v roce 2009, s plánovaným částečným zprovozněním v prosinci 2012. Slavnostní otevření nádraží včetně hlavní haly a obchodů proběhlo 10. října 2014. Od prosince 2014 zde zastavovala a zajížděla většina vlaků; nebyly však do něj ještě připojeny koleje ze všech směrů. K úplnému otevření stavby došlo v prosinci 2015. Všechny dálkové vlaky státní společnosti ÖBB od té doby jezdí už jen z tohoto nádraží, nikoliv částečně z nádraží Wien Westbahnhof.

## Nástupiště
Hlavní nádraží má celkem 14 dopravních kolejí. Koleje 1 a 2 jsou stávající nástupiště S-Bahn v podzemí na náměstí Südtiroler Platz. Koleje 3 a 4 slouží S-Bahn a regionálním vlakům. Koleje 5 - 12 slouží pro dálkovou dopravu.
Počet cestujících (včetně S-Bahn) je odhadován na 125 000 denně, počet vlaků na 1 000 denně. U-Bahn na lince U1 má v podzemí při kolejích 1 a 2 také dvě nástupiště.

## Externí odkazy

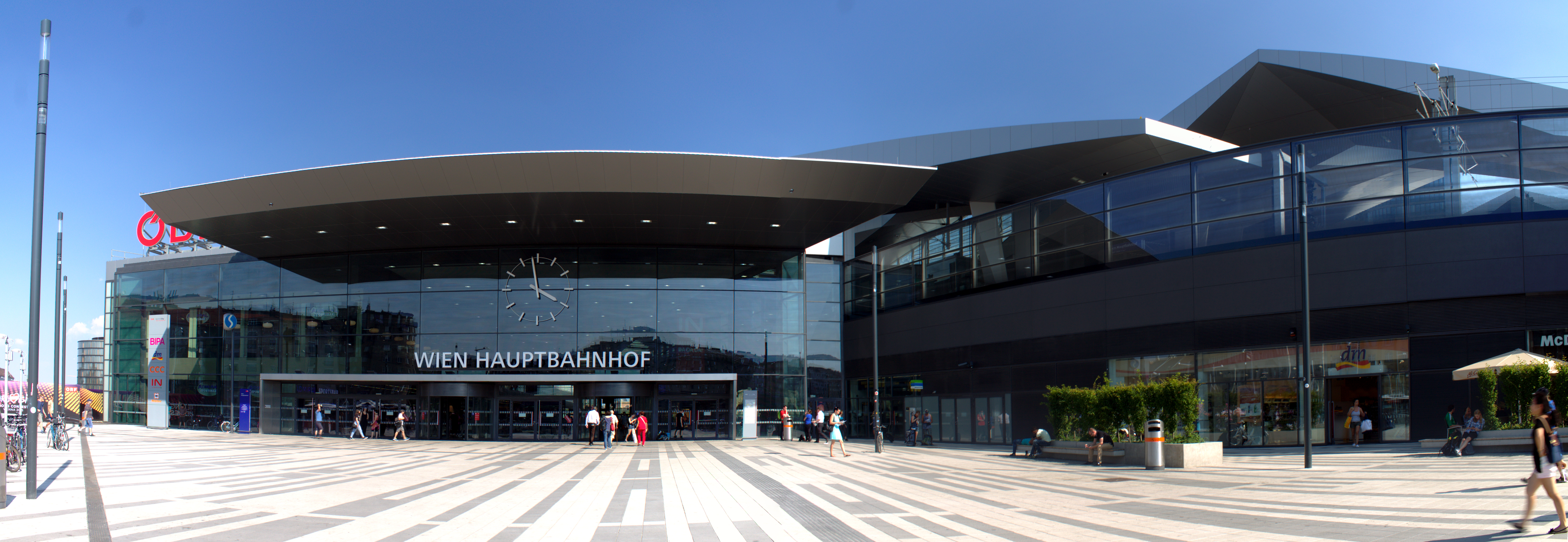
Vstup do Wien Hauptbahnhof